# Bump 'n' Grind (The 69 Eyes)
Bump 'n' Grind è l'album di debutto della band finlandese dei The 69 Eyes, pubblicato nel 1992 sotto l'etichetta Gaga Goodies/Poko Rekords. L'album è stato ristampato dalla Cleopatra Records per il commercio statunitense.

## Tracce
1. Voodoo Queen – 2:29
2. Juicy Lucy – 3:34
3. Alive! – 2:05
4. House by the Cemetery – 2:34
5. Hot Butterfly – 4:48
6. Sugarman – 2:13
7. Dream Master – 2:42
8. Too Sick for You – 2:23
9. No Hesitation – 3:33
10. Blind for Love – 3:00
11. The Hills Have Eyes – 2:34
12. Barbarella – 2:33
13. Burning Love (cover del brano di Elvis Presley) – 3:13 (Dennis Linde)

## Formazione
- Jyrki 69 – voce
- Bazie – chitarra
- Timo-Timo – chitarra
- Archzie – basso
- Jussi 69 – batteria